# Golf Barrière de Deauville
De Golf Barrière de Deauville is een van de oudere golfclubs in Frankrijk. De baan ligt in Normandië en biedt uitzicht over Deauville en het Kanaal.
De club beschikt over 27 holes. Er is een 18-holes championship course, in 1929 aangelegd door Tom Simpson, en een 9 holesbaan, in 1964 ontworpen door Henry Cotton. Op deze baan zijn toernooien van de Europese Challenge Tour gespeeld en in 2011 werd hier de eerste Deauville Pro-Am georganiseerd.
Aan de baan ligt het Hotel du Golf Barrière, een groot viersterrenhotel gebouwd in tudorstijl.